# No. 1 Flying Training School RAF
Ecole de pilotage n°1 (RAF)
Le No. 1 Flying Training School RAF ou 1 FTS  est la plus ancienne école de formation de pilotes militaires au monde, actuellement utilisée pour dispenser une formation aux équipages d'hélicoptères des forces armées britanniques (Royal Air Force, British Army et Fleet Air Arm de la Royal Navy). Créée en 1919 pour la première fois, cette école de formation fut dissout et reformé plusieurs fois et est basée au RAF Shawbury, exploitant les hélicoptères H135 Juno HT1 et H145 Jupiter H1.

## Historique

### Origine
Le 23 décembre 1919, le 1 FTS a été officiellement formé en renommant la Netheravon Flying School, qui avait été formée le 29 juillet 1919 à l'aérodrome de Netheravon dans le Wiltshire, en Angleterre, à partir de la seconde incarnation du No. 8 Training Squadron,  qui à son tour avait été formé le 15 mai 1919 à partir de la No. 8 Training Depot Station. Au cours de cette première période, le 1 FTS et ses prédécesseurs ont piloté des avions tels que l'Airco DH.9A, l'Avro 504, le Bristol F.2 et le Sopwith Snipe.
Le 1 FTS est dissout le 1er février 1931. Une partie de sa mission, la formation des officiers de la Fleet Air Arm (FAA), est déjà reprise par la RAF Leuchars depuis le 15 février 1928.

### Unités subordonnées
Les unités constituants l'École de pilotage n°1 du No. 22 Group RAF (en).
- 2nd Marine Aircraft Wing (2 MAW) :
  - No. 660 Squadron AAC (en) (Army Air Corps) - Airbus Juno HT1
  - 705 Naval Air Squadron (Fleet Air Arm) - Airbus Juno HT1
  - No. 202 Squadron RAF (en) - Airbus Jupiter HT1
- 9 Regiment Army Air Corps (en) :
  - No. 60 Squadron RAF (en) - Airbus Juno HT1
  - No. 670 Squadron RAF (en) (Army Air Corps) - Airbus Juno HT1